# Burbach (Saar, Burbach)
Der Burbach ist ein etwa 7 km langer, nördlicher und orographisch rechter Zufluss der Saar im Saarland. Er fließt im Gebiet des Regionalverbands Saarbrücken und ist Namensgeber des Stadtteils Burbach.

## Geographie

### Verlauf
Der Burbach entspringt im südlichen Gemeindegebiet von Riegelsberg, im Hixberger Wald. Er fließt generell in südliche Richtung, westlich an der Siedlung Von der Heydt vorbei durch den Saarkohlenwald, durchfließt den Burbacher Waldweiher und unterquert dann den Stadtteil Burbach. An der Gersweiler Brücke tritt er wieder zutage und fließt dort in die Saar.

### Zuflüsse
Dem Burbach fließen zahlreiche Bäche und Rinnsale zu: Riegelsbergbach, Hixbergbach, Wackenhügelbach, Wackenhügelgräben, Dohlengraben, Rothsitterbach, Meisselbrunnen, Tiefengraben, Heydtbach, Graubrunner Floß, Schneidersbrunnen, Hermesbrunnenbach, Amelungbach, Oberhofbach, Schamperhumes, Obere Petersborn, Hellenschlagbach, Untere Petersborn, Oberer Waldweiherbach, Unterer Waldweiherbach. 
Im Gesamten durchfließt der Bach mindestens vier verschieden große Weiher.